# هيلين بوزانكيت
هيلين بوزانكيت (كنيتها قبل الزواج ديندي؛ 10 فبراير 1860-7 أبريل 1925) واضعة نظريات اجتماعية إنجليزية ومصلحة اجتماعية واقتصادية مهتمة بالفقر والسياسة الاجتماعية وحياة الطبقة العاملة وممارسات العمل الاجتماعي الحديثة. عملت هيلين عن كثب مع جمعية التنظيم الخيرية، مستغلة تجربتها المباشرة في العيش بين «الفقراء». ركزت بوزانكيت في معظم حياتها المهنية على مفهوم العائلة، وتحديدًا عائلات الطبقة العاملة، وعلاقتهم بالفقر. كانت هيلين زوجة الفيلسوف الإنجليزي برنارد بوزانكيت.

## سيرتها الذاتية

### بداية حياتها
ولدت هيلين ديندي في مانشستر عام 1860 للقس جون ديندي وزوجته سارة بيرد (1831-1922)، وهي واحدة من تسعة أطفال، والطفل الخامس والابنة الصغرى لجون ريلي بيرد. كانت هيلين واحدة من ثلاثة أطفال، وكانت ماري ديندي أختها الكبرى وشقيقها هو عالم الأحياء آرثر ديندي (1865-1925).

### تعليمها
تعلمت هيلين وشقيقتها في المنزل على يد مربية. التحقت بكلية نيونهام، كامبريدج، في عام 1886، عندما كانت في السادسة والعشرين من عمرها، بطموح أكاديمي لدراسة العلوم الأخلاقية. نتج عن اهتمامها بالفلسفة الأخلاقية مستقبل مهني وأمضت وقتها مع جمعية لندن الأخلاقية. حصلت على إجازة من الدرجة الأولى في عام 1889. ومع ذلك، فشلت في الحصول على أي منصب أكاديمي.

## مسيرتها المهنية وحياتها اللاحقة
بعد التخرج، انتقلت بوزكانيت إلى لندن، حيث انضمت إلى جمعية المنظمات الخيرية، وهي هيئة ملتزمة بإعاشة مجموعة لندن الضخمة من الجمعيات الخيرية الخاصة. ركزت الجمعية في الأصل على تنسيق الجهود الخيرية على المستوى المحلي، وحولوا تركيزهم إلى الاهتمام بالعمل بنشاط وفعالية مع المؤسسات الخيرية من أجل تحقيق تأثيرات على المدى الطويل. أصبحت منظمة وسكرتيرة المنطقة لفرع شورديتش للجمعية. ارتبطت مع الجمعية ارتباطًا وثيقًا طوال حياتها. كانت نشطة أيضًا في جمعية لندن الأخلاقية، حيث التقت بالفيلسوف بيرنارد بوزانكيت (1848-1923)، الذي تزوجته في 13 ديسمبر 1895. قدمت كل من هيلين وزوجها العمل النظري الأساسي الذي عرّف تقصي الحالة. وفقًا لبوزانكيت، يجب على العاملين في تقصي الحالة الوصول إلى فهم «حقيقي» لوجهة نظر أولئك الذين يساعدونهم. تخلت عن عملها المأجور للتركيز على ترجمة أفكارها كتابةً. بالإضافة إلى مهنتها العامة والنشطة كواضعة نظريات ومسؤولة الدعاية في جمعية المنظمات الخيرية، عملت مترجمة للفلسفة الألمانية وعلم الاجتماع، ومستكتبة مع زوجها.
تم تعيينها عضوًا في الهيئة الملكية لقوانين الفقراء في عام 1905، حيث دافعت عن دور الجمعيات الخيرية الخاصة في برامج الخدمات الاجتماعية. كان لها تأثير كبير على تقرير الأغلبية (قانون الفقراء)، الذي نشر عام 1909، والذي أصدرته اللجنة. عملت جنبًا إلى جنب مع المصلح الاجتماعي، بياتريس ويب، وكان الاثنان في كثير من الأحيان غير متفقين. أراد ويب إلغاء قوانين الفقراء وإنشاء خدمات اجتماعية تديرها الدولة، بينما أراد بوزانكيت الاحتفاظ ببعض جوانب قوانين الفقراء.

### الفقر
وفقًا لبوزانكيت، فإن «مشكلة الفقر»، أو الوجود الواضح للحرمان، كانت ظاهرة سعى الكثيرون، مثل بوزانكيت، إلى تفسيرها. وقد نظرت جمعية المنظمات الخيرية إلى الفقر على أنه مشكلة الفقراء، مما برر عملهم، وعملها داخل الجمعية، لإيجاد حلول ونهج للعطاء الخيري. وشددت على إمكانية تطوير العمل في تقصي الحالات وظلت متفائلة بإمكانياته، إضافة إلى قدرات أسر الطبقة العاملة. تشدد أيضًا على أهمية فهم الفقر من حيث قدرة الفرد على التعامل معه. قامت باستخدام جمعية المنظمات الخيرية لتوضح أن إحدى طرق القيام بذلك هي العمل مع الفرد وعائلته للتركيز على الارتقاء فوق هذا الظرف الاقتصادي وإنشاء حلول طويلة الأمد. تحقق بوزانكيت في عملها الذي حمل عنوان «خط الفقر»، في منشأ خط الفقر والمعنى الذي يحمله في مجتمعنا. ويعرّف خط الفقر بأنه تقسيم حاد بين الفقراء من شعبنا ومن هم ليسوا فقراء. تسعى جاهدة لهدم مفهوم خط الفقر، مستخدمةً أهمية الأدلة والمراجعة والنقد.

### الطبقة
جادلت بوزانكيت بأنه يجب مساعدة أفراد الطبقة العاملة على تجاوز محنتهم الاقتصادية. شددت أيضًا على أهمية أن تصبح الطبقات المختلفة معتادة على بعضها البعض (الأغنياء والفقراء).